# Rodin M. Rasoloarison
Rodin M. Rasoloarison ist ein madagassischer Primatologe.

## Werdegang
Rodin M. Rasoloarison ist Forscher an der Université d’Antananarivo und Mitarbeiter des Deutschen Primatenzentrums. 1997 kam er an die Feldstation des Deutschen Primatenzentrums im Nationalpark Kirindy-Mitea um die vom DPZ auf Madagaskar geleistete Arbeit auf nationaler Ebene zu koordinieren und eigene Forschungen zur Biodiversität madagassischer Lemuren durchzuführen. Im Jahr 2000 promovierte er an der Université d’Antananarivo zum Ph.D. Seither erforscht er die Taxonomie und die Biogeographie der Katzenmakis in der Natur und durch Besuche der Museumssammlungen der ganzen Welt.
2000 führte Rasoloarison mit Steven M. Goodman und Jörg Ganzhorn eine Revision der Mausmakis des westlichen Madagaskar durch, die auch das Thema der Dissertation Rasoloarisons war. Dabei wurden der Sambirano-Mausmaki, der Nördliche Mausmaki und Madame Berthes Mausmaki beschrieben, der seit 1931 mit dem Grauen Mausmaki synonymisierte Zwerg-Mausmaki wurde wieder zur Art erhoben und mehrere Neotypen bestimmt. 2013 veröffentlichte er mit mehreren Kollegen die Erstbeschreibungen von Marohita-Mausmaki und Anosy-Mausmaki. 2016 war Rasoloarison Koautor der Erstbeschreibung von Microcebus manitatra, Ganzhorns Mausmaki und Microcebus boraha.

## Veröffentlichungen (Auswahl)
- Rodin M. Rasoloarison, Steven M. Goodman und Jörg U. Ganzhorn: Taxonomic Revision of Mouse Lemurs (Microcebus) in the Western Portions of Madagascar. In: International Journal of Primatology 2000, Band 21, Nr. 6, S. 963–1019, doi:10.1023/A:1005511129475.
- Linn F. Groeneveld, David W. Weisrock, Rodin M. Rasoloarison, Anne D. Yoder und Peter M. Kappeler: Species delimitation in lemurs: multiple genetic loci reveal low levels of species diversity in the genus Cheirogaleus. In: BMC Evolutionary Biology 2009, Band 9, Artikel 30, doi:10.1186/1471-2148-9-30.
- Rodin M. Rasoloarison, David W. Weisrock, Anne D. Yoder, Daniel Rakotondravony und Peter M. Kappeler: Two New Species of Mouse Lemurs (Cheirogaleidae: Microcebus) from Eastern Madagascar. In:  International Journal of Primatology 2013, Band 34, Nr. 3, S. 455–469, doi:10.1007/s10764-013-9672-1.
- Scott Hotaling, Mary E. Foley, Nicolette M. Lawrence, Jose Bocanegra, Marina B. Blanco, Rodin Rasoloarison, Peter M. Kappeler, Meredith A. Barrett, Anne D. Yoder, David W. Weisrock: Species discovery and validation in a cryptic radiation of endangered primates: coalescent-based species delimitation in Madagascar's mouse lemurs. In: Molecular Ecology 2016, Band 25, S. 2029–2045, doi:10.1111/mec.13604 (Erstbeschreibung dreier Mausmakis).